# TV Golfinho
TV Golfinho é uma emissora de televisão brasileira sediada no arquipélago de Fernando de Noronha, pertencente ao estado de Pernambuco. Faz parte do Sistema Golfinho de Comunicação (sistema de comunicação da Administração Geral do Distrito Estadual), ao qual também pertence a FM Noronha.

## História

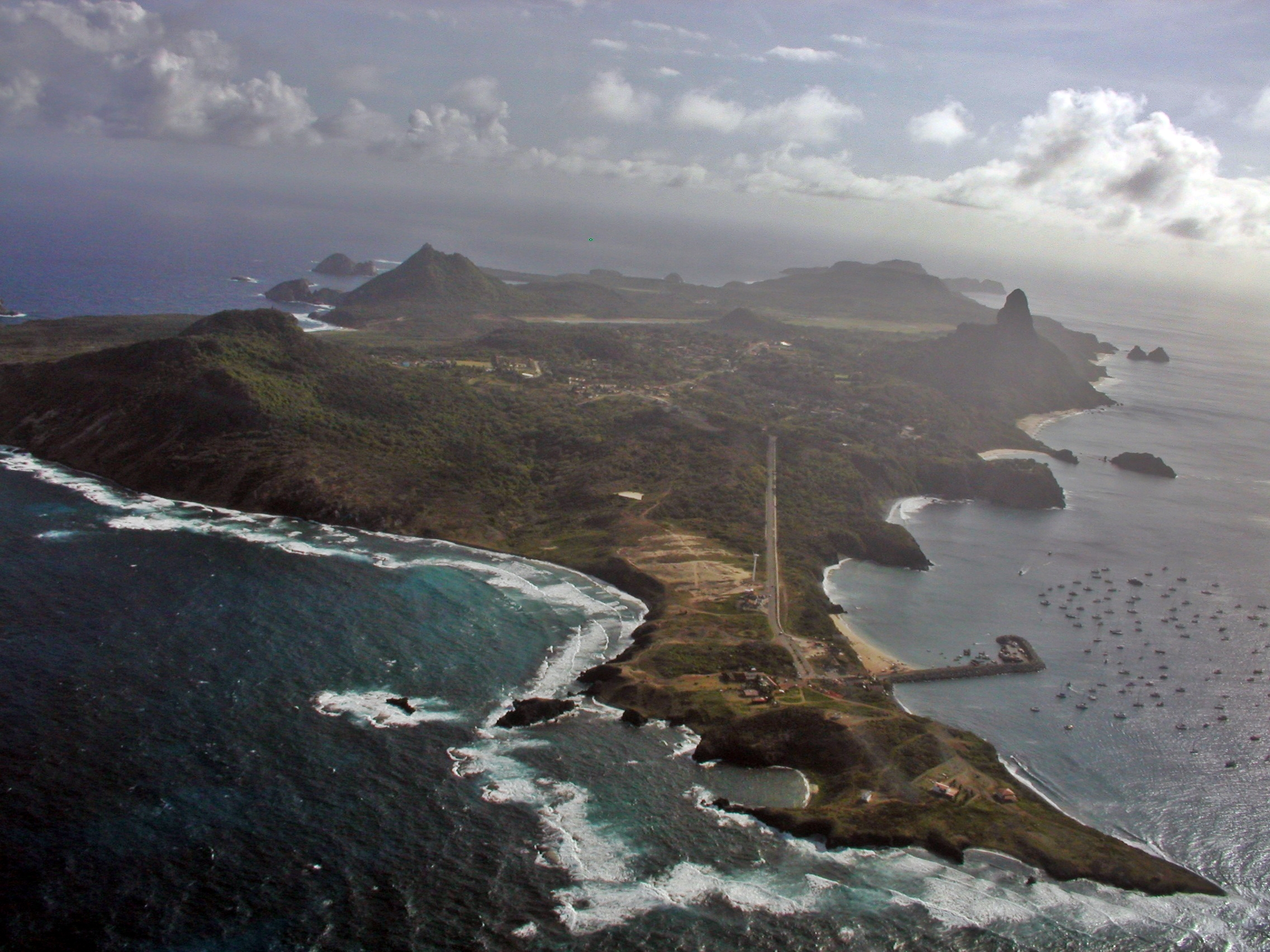
Vista aérea do arquipélago de Fernando de Noronha, onde está localizada a TV Golfinho.

### TV Nacional (1982-1985)
Várias tentativas de conseguir sinal de televisão na ilha de Fernando de Noronha haviam sido feitas até o início dos anos 80, principalmente por ocasião das Copas do Mundo de Futebol. Antenas eram instaladas no Morro do Pico e Morro do Francês por moradores, que não conseguiam boa recepção.
O governo, que tinha o objetivo de levar programação de TV em tempo real para Fernando de Noronha, fez tentativas em 1980 e em 1982 de instalar repetidoras, sem sucesso por conta de problemas com o sinal.
A televisão chegou oficialmente à ilha no dia 6 de agosto de 1982 por meio da TV Nacional Fernando de Noronha, instalada pelos militares no canal 7 VHF. A população da Ilha passou a receber programas da TV Nacional, emissora de televisão governamental sediada em Brasília.

### Rede Globo (1985-2010)
Em dezembro de 1985, a emissora adotou a nomenclatura TV Golfinho e passou a operar no canal 9 VHF, tornando-se afiliada à Rede Globo, cuja programação era recebida via satélite. A partir de 1986, passaram a ser incluídos, nos intervalos da programação, anúncios de serviço público e reportagens. A TV Golfinho passou a produzir o telejornal local Jornal da Ilha em 1988, quando começou a ser gerenciada pelo governo estadual devido à anexação da ilha ao estado de Pernambuco. O departamento de jornalismo recebeu reforço de jornalistas pernambucanos.
Em 23 de dezembro de 2002, a emissora recebeu a concessão do canal 11 VHF para Fernando de Noronha, que era utilizado pela emissora desde 1988.

### TV Brasil e TV Pernambuco (2010-2013)
Em 25 de maio de 2010, 24 dias após a Globo Nordeste instalar uma repetidora local, em 1° de maio, a emissora deixou de ser afiliada à Rede Globo, passando a retransmitir a programação da TV Brasil, em uma afiliação mista com a TV Pernambuco de Caruaru.
Em 2013, por motivos financeiros, a TV Golfinho sai do ar. O Sistema Golfinho mantém no ar somente a FM Noronha.

### TV Cultura (2016-2025)
Após três anos fora do ar, como forma de comemoração aos 513 anos do Arquipélago de Fernando de Noronha, a TV Golfinho restabelece suas atividades no dia 9 de agosto de 2016, passando a ser afiliada à TV Cultura, em parceria com a TV Nova, afiliada da rede em Olinda. São realizadas reformas e reestruturações. A emissora entra no ar em caráter experimental, por meio do canal 14.
Em 7 de dezembro de 2017, a emissora é oficialmente reinaugurada, com uma cerimônia que contou, por exemplo, com a presença do então administrador da ilha, Luís Eduardo Antunes, e do secretário de meio ambiente, Sérgio Xavier, além de diretores da TV Cultura e da TV Nova.
No dia 28 de junho de 2018, a emissora volta com a programação local, com novo logotipo, novo slogan "É Noronha na tela!", e um programa novo, o Radar Notícias, boletim de notícias durante a programação. Em 13 de agosto de 2018, na semana de aniversário de 515 anos da ilha, após pedidos da população, o tradicional Jornal da Ilha retorna a programação.
Em 8 de abril de 2020, a emissora passou a transmitir, das 9 às 12 horas, aulas para alunos do ensino médio da Escola Arquipélago, produzidas pela Secretaria de Educação de Pernambuco. No dia 9 de agosto de 2021, em uma reunião que marcou a assinatura do contrato de afiliação da TV Pernambuco à TV Cultura, foram anunciados planos para a implantação do sinal digital da TV Golfinho.

### TV Brasil e TV Pernambuco (2025-atual)
Em 25 de março de 2025, a TV Pernambuco anunciou a instalação do sinal digital da emissora na cidade, por meio de uma parceria com a TV Golfinho. Com isso, a emissora voltou a transmitir a programação da TV Brasil. Para fortalecer essa parceria, a TV Pernambuco lançou o programa Conexão Noronha, que estreou em 4 de abril.

## Programas
A TV Golfinho produz e exibe o seguintes programas:
- Jornal da Ilha: Telejornal;
- Radar Notícias: Noticiário urgente;
- Conexão Noronha: Programa turístico veiculado na TV Pernambuco.

## Equipe

### Membros atuais
- Karol Vieira[20]
- Gabriel Rabelo
- Elô Araújo
- Reidson Filho
- Karlilian Magalhães

### Membros antigos
- Ana Clara Marinho (hoje na TV Globo Pernambuco)[21]
- Ana Luíza Melo[22]
- Andiara Gomes[23]
- Bárbara Lessa
- Bruno Fontes (hoje na TV Globo Nordeste)
- Carol Guibu[24]
- Carolina Fleischman[25]
- Daniel França[26]
- Daniella Fonseca (hoje na TV Globo Pernambuco)[27]
- Fernanda Pérez
- Gabriela Luna
- Izabel Melo
- Juliano Domingues[28]
- Luciana Marinho
- Manuela Leimig
- Maria das Candeias[29]
- Maria Luíza Borges (hoje no Sistema Jornal do Commercio de Comunicação)[30]
- Nilton Leal
- Patricia Guimarães[31]
- Raquel Monteiro[32]
- Ramon Fleischman
- Ramos Pereira †
- Taíza Novaes[33]
- Thânia Brito (hoje na FM Noronha)
- Vinícius Leal (hoje na TV Globo DF)[34]
- Winola Tavares[33]
- Yone Salles